# العملية الموحدة

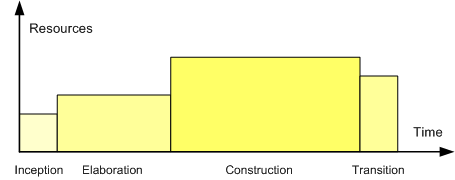

العملية الموحدة وتعرف أيضا باسم العملية الموحدة لتطوير البرمجيات (بالإنكليزية Unified Process) هي إطار عمل لعمليات تطوير البرمجيات المتكررة والمتزايدة. التهذيب الأكثر شهرة والأفضل توثيقا للعملية الموحدة هو العملية الموحدة لراشيونال.